# Dolle, Börde
Dolle (Landkreis Börde) este o comună din landul Saxonia-Anhalt, Germania.